# كونديدة (بهمئي غرمسيري الجنوبي)
کوندیدة (بالفارسية: کوندیده) هي قرية تقع في إيران في قسم بهمئي غرمسیري الجنوبي الريفي. يقدر عدد سكانها بـ 39 نسمة بحسب إحصاء 2016.